# Dylan Sprouse
Dylan Thomas Sprouse (Arezzo, 4 agosto 1992) è un attore statunitense.
È il fratello gemello di Cole Sprouse ed è conosciuto principalmente per il suo ruolo di Zack Martin su Disney Channel nella serie Zack e Cody al Grand Hotel, il suo sequel, Zack e Cody sul ponte di comando e per il film del 2023 Uno splendido disastro (tratto dal libro del 2011 Uno splendido disastro).

## Biografia
Dylan Sprouse è nato ad Arezzo, in Italia, da genitori statunitensi Matthew Sprouse e Melanie Wright, mentre insegnavano in una scuola di inglese in Toscana. Dylan è nato 15 minuti prima del fratello gemello Cole. Quattro mesi dopo la sua nascita, la famiglia tornò a Long Beach, in California, di cui sono originari i genitori.

## Carriera
Dylan Sprouse ha iniziato la sua carriera nel 1993 in televisione, insieme a suo fratello gemello Cole Sprouse, condividendo il ruolo di Patrick Kelly in Grace Under Fire fino al 1998. Per i successivi anni, ha continuato a comparire in diversi film e serie televisive con suo fratello. Nel 2017, è stato scelto per il film thriller Dismissed come protagonista Lucas Ward. Nello stesso anno, ha girato un cortometraggio, Carte Blanche, ed è stato scelto per il film Banana Split nel ruolo di Nick. L'anno seguente entra a far parte del cortometraggio Daddy nei panni di Paul e nel film cinese Turandot con l'attrice Guan Xiaotong come il personaggio di Calaf.
Nell'agosto 2019, è stato annunciato che Sprouse era stato scelto come Trevor in After We Collided, il sequel del film del 2019, After.
Nel maggio 2020, è stato annunciato che la rivista Heavy Metal e il DiGa Studios pubblicheranno il primo fumetto di Sprouse intitolato Sun Eater.

## Vita privata
Dal 2018 ha una relazione con la modella di Victoria's Secret, Barbara Palvin, che ha sposato nel 2023 in Ungheria. La coppia vive a New York.

### Istruzione e imprenditorialità
Dopo la fine di Zack e Cody sul ponte di comando nel 2011, Sprouse ha frequentato la Gallatin School of Individualized Study della New York University e ha conseguito una laurea di quattro anni nella progettazione di videogiochi. Nel 2018, Sprouse ha aperto All-Wise Meadery a Williamsburg, Brooklyn.

## Filmografia

### Cinema
- Big Daddy - Un papà speciale (Big Daddy), regia di Dennis Dugan (1999)
- The Astronaut's Wife - La moglie dell'astronauta (The Astronaut's Wife), regia di Rand Ravich (1999)
- Diario di un'ossessione intima (Diary of a Sex Addict), regia di Joseph Brutsman (2001)
- I Saw Mommy Kissing Santa Claus, regia di John Shepphird (2001)
- Il maestro cambiafaccia (The Master of Disguise), regia di Perry Andeline Blake (2002)
- I gemelli del goal (Just for Kicks), regia di Sydney J. Bartholomew Jr. (2003)
- Ingannevole è il cuore più di ogni cosa (The Heart Is Deceitful Above All Things), regia di Asia Argento (2004)
- Holidaze: The Christmas That Almost Didn't Happen, regia di David H. Brooks (2006)
- Il principe e il povero (A Modern Twain Story: The Prince and the Pauper), regia di James Quattrochi (2007)
- Adventures in Appletown, regia di Robert Moresco (2009)
- Kung Fu Magoo, regia di Andrés Couturier (2010) - voce
- Dismissed, regia di Benjamin Arfmann (2017)
- That High and Lonesome Sound, - cortometraggio (2017)
- Carte Blanche, regia di Eva Dolezalova (2018)
- Daddy, regia di Christian Coppola (2018)
- Turandot, regia di Xiaolong Zheng (2019)
- Improbabili amiche (Banana Split), regia di Benjamin Kasulke (2018)
- After 2 (After We Collided), regia di Roger Kumble (2020)
- Tyger Tyger, regia di Kerry Mondragon (2021)
- Il mio finto ragazzo (My fake boyfriend), regia di Rose Troche (2022)
- Uno splendido disastro (Beautiful Disaster), regia di Roger Kumble (2023)
- Uno splendido disastro 2 - Il matrimonio (Beautiful Wedding), regia di Roger Kumble (2024)
- Aftermath - In trappola (Aftermath), regia di Patrick Lussier (2024)

### Televisione
- Grace Under Fire - serie TV, 107 episodi (1993-1998)
- MADtv (MadTV) - serie TV, episodi 3x22, 4x01 (1998)
- That '70s Show - serie TV, episodio 4x02 (2001)
- The Nightmare Room - serie TV, episodio 1x02 (2001)
- Zack e Cody al Grand Hotel (The Suite Life of Zack & Cody) - serie TV, 87 episodi (2005-2008)
- Raven (That's So Raven) - serie TV, episodio 4x11 (2006)
- La vita secondo Jim (According to Jim) - serie TV, episodio 7x13 (2008)
- Zack e Cody sul ponte di comando (The Suite Life on Deck) - serie TV, 71 episodi (2008-2011)
- Hannah Montana - serie TV, episodio 3x20 (2009)
- I maghi di Waverly (Wizards of Waverly Place) - serie TV, episodio 2x25 (2009)
- I'm in the Band - serie TV, episodio 1x22 (2010)
- Buona fortuna Charlie - Road Trip Movie (Good Luck Charlie, It's Christmas!), regia di Arlene Sanford – film TV (2011)
- Zack & Cody - Il film (The Suite Life Movie), regia di Sean McNamara - film TV (2011)
- So Random! - serie TV, episodio 1x21 (2012)

### Doppiatore
- Otto notti di follie (Eight Crazy Nights), regia di Seth Kearsley (2002)
- A scuola con l'imperatore (The Emperor's New School) - serie animata, episodio 1x13 (2006)
- Supercuccioli sulla neve (Snow Buddies), regia di Robert Vince (2008)

## Doppiatori italiani
Nelle versioni in italiano delle opere in cui ha recitato, Dylan Sprouse è stato doppiato da:
- Davide Perino in After 2, Uno splendido disastro, Uno splendido disastro 2 - Il matrimonio,Aftermath - In trappola
- Mattia Nissolino in Zack e Cody sul ponte di comando, Zack e Cody - Il film[11]
- Erica Necci in Big Daddy - Un papà speciale
- Jacopo Castagna in Zack e Cody al Grand Hotel[12]
- Jacopo Bonanni ne I Gemelli del goal
- Alessandro Mottini in Ingannevole è il cuore più di ogni cosa
- Gabriele Donolato ne Il mio finto ragazzo

Da doppiatore è sostituito da:
- Marc Tainon in Supercuccioli sulla neve